# Ducado de Santisteban del Puerto
El ducado de Santisteban del Puerto es un título nobiliario español. En 1371 fue creado, primero como señorío, por el rey Enrique II de Castilla, luego como condado por el rey Enrique IV de Castilla. En 1473 le fue concedida la grandeza de España por el rey Carlos II y posteriormente, en 1738, fue elevado a ducado por el rey Felipe V de España. Desde mediados del siglo XIX este título fue empleado junto con el marquesado de Cogolludo, que tradicionalmente se venía utilizando por los primogénitos de la casa de Medinaceli.
Su nombre se refiere al municipio andaluz de Santisteban del Puerto, en la provincia de Jaén.

## Lista de titulares
|                                        | Titular                                                         | Periodo                       |
| Señorío creado por Enrique II          | Señorío creado por Enrique II                                   | Señorío creado por Enrique II |
| -------------------------------------- | --------------------------------------------------------------- | ----------------------------- |
| I                                      | Men Rodríguez de Benavides                                      | 1369-1381                     |
| II                                     | Gómez Méndez de Benavides                                       | 1381-1385                     |
| III                                    | Dia Sánchez de Benavides                                        | 1381-1413                     |
| IV                                     | Men Rodríguez de Benavides                                      | 1413-1454                     |
| V                                      | Dia Sánchez de Benavides                                        |                               |
| Elevación a condado por Enrique IV     |                                                                 |                               |
| I                                      | Dia Sánchez de Benavides                                        | 1473-1478                     |
| II                                     | Men Rodríguez de Benavides y Carrillo                           | 1478-1491                     |
| III                                    | Francisco de Benavides y Pacheco                                | 1491-1519                     |
| IV                                     | Diego Sánchez de Benavides                                      | 1519-1562                     |
| V                                      | Francisco de Benavides y Mesía Carrillo                         | 1562-1580                     |
| VI                                     | Diego de Benavides y de la Cueva                                | 1580-1589                     |
| VII                                    | Francisco de Benavides y Dávila                                 | 1589-1640                     |
| VIII                                   | Diego de Benavides y de la Cueva                                | 1640-1666                     |
| Concesión de la grandeza por Carlos II |                                                                 |                               |
| IX                                     | Francisco de Benavides Dávila y Corella                         | 1666-1716                     |
| X                                      | Manuel de Benavides y Aragón                                    | 1716-1748                     |
| Elevación a ducado por Felipe V        |                                                                 |                               |
| I                                      | Manuel de Benavides y Aragón                                    | 1739-1748                     |
| II                                     | Antonio de Benavides y Saavedra                                 | 1748-1782                     |
| III                                    | Joaquina de Benavides y Pacheco                                 | 1782-1805                     |
| IV                                     | Luis Joaquín Fernández de Córdoba y Benavides                   | 1805-1840                     |
| V                                      | Luis Tomás Fernández de Córdoba y Ponce de León                 | 1840-1873                     |
| VI                                     | Luis María Fernández de Córdoba y Pérez de Barradas             | 1873-1879                     |
| VII                                    | Luis Jesús Fernández de Córdoba y Salabert                      | 1880-1956                     |
| VIII                                   | Victoria Eugenia Fernández de Córdoba y Fernández de Henestrosa | 1956-1969                     |
| IX                                     | Luis de Medina y Fernández de Córdoba                           | 1969-2011                     |
| X                                      | Victoria de Medina y Conradi                                    | 2011-actual titular           |

## Señores de Santiesteban del Puerto
- Men Rodríguez de Benavides (m. 1381), fue el I señor de Santisteban del Puerto recibido del rey Enrique II de Castilla, por privilegio rodado fechado en Toro, a 25 de octubre de 1371,[2] en recompensa por su participación en la batalla de Nájera, la de Montiel,[3] así como en la defensa de los castillos de Jaén, del alcázar de Úbeda y la villa de Córdoba,[4] y jefe de la Casa de Biedma. Había participado también en la batalla de Salado en 1340.[4] Era hijo de Día Sánchez de Biedma y de su esposa María Alfonso Godínez y antes de heredar la titularidad de la Casa de Benavides de parte de su primo hermano, Juan Alonso de Benavides el Mozo, según dispuso este en su testamento de 1358, se llamó Men Rodríguez de Biedma. En su testamento, Juan Alonso de Benavides el Mozo, que falleció en 1364, estipuló que Men Rodríguez de Biedma no podía heredar el patrimonio de la Casa de Benavides hasta cuatro años después de su muerte y que debería, a partir de entonces, llevar el apellido de Benavides.[5]  Su madre era hermana de Teresa Alfonso Godínez, ambas hijas de Alfonso Godínez, señor de Cilleruelo, privado del rey Sancho IV de Castilla, mayordomo del infante y después rey Fernando IV. Teresa había casado con Juan Alonso de Benavides y fueron los padres de Juan Alonso de Benavides el Mozo, que no tuvo descendencia de sus dos matrimonios y, por eso, legó sus bienes a su primo hermano, Men Rodríguez de Biedma. De  esta forma se unieron ambas casas, la de Biedma y la de Benavides.[6]

Contrajo cuatro matrimonios.  Su primera esposa fue Mencia Alfón (también llamada Mencía Fernández de Toledo), señora de Mocejón, hija de Alfonso Meléndez y de Teresa Alfonso de Toledo.  De este matrimonio nacieron dos hijas, Sancha, abadesa en el monasterio de San Pedro de las Dueñas, y Teresa de Biedma, casada con Alfonso Fernández de Portocarrero. Su segunda esposa fue Constanza Martínez y la tercera fue Teresa de Córdoba, viuda del comendador Gómez Suárez de Figueroa. No hubo descendencia de estos dos últimos matrimonios.  Su cuarta esposa fue Teresa Manrique, hija natural del arzobispo Gómez Manrique. Le sucedió su hijo de su último matrimonio.
- Gómez Méndez de Benavides, II señor de Santisteban del Puerto,[4]  que murió sin descendencia en 1385. Heredó el señorío su hermano:

- Dia Sánchez de Benavides (m. Lisboa, 19 de febrero de 1413), que fue III señor de Santisteban del Puerto,[4] X de la Casa, villa y estado de Benavides, de la de Tenorio, de la de Fines, de la de Biedma de Andalucía, ricohombre, caudillo mayor, alcaide de los Reales Alcázares de Jaén[4] y capitán grande de Españaneral de su frontera, asimismo, por la confianza que tuvo con el rey Enrique III de Castilla, fue embajador suyo en Portugal, y participó en muchas acciones de guerra en la frontera, recibiendo del maestre de la Orden de Calatrava, Gonzalo Núñez de Guzmán, los heredamientos de la Orden en la villa de Espeluy. También, junto a su sobrino, Pedro Manrique, adelantado mayor de la frontera, obtuvo la victoria en la batalla de los Collejares en Úbeda,[4] el 7 de octubre de 1406. Dia Sánchez de Benavides murió estando de embajador en Lisboa, el 19 de febrero de 1413. A él se le debe la fundación del Convento de San Francisco de Santisteban del Puerto, de principios del siglo XV.

Casó con María de Mendoza y le sucedió su hijo:
- Men Rodríguez de Benavides, IV señor de Santisteban del Puerto,[12] heredó el Mayorazgo de Santisteban y la Villa de Benavides. Fue caudillo mayor de Jaén, confirmado por el rey Juan II de Castilla, que en 1431, estuvo en la tala de la Vega de Granada, después en la Vega de Guadix y en la batalla de Olmedo y en la conquista de Huéscar.[12]

Contrajo matrimonio con Leonor Dávalos, señora de la Casa de Ibros, hija de Ruy López Dávalos, adelantado mayor de Murcia, le sucedió su primogénito:
- Dia o Diego Sánchez de Benavides, V señor y I conde de Santisteban del Puerto.

## Condes de Santiesteban del Puerto
El condado fue creado por el rey Enrique IV de Castilla en 21 de septiembre de 1473 a favor de Dia o Diego Sánchez de Benavides, V señor de Santisteban del Puerto.
- Dia o Diego Sánchez de Benavides (m. antes del 29 de mayo de 1478), V señor y I conde de Santisteban del Puerto ,[13] fue capitán de los jinetes del Reino de Jaén y participó en la batalla de la Vega de Granada en 1455 y en la victoria de la acequia de la Vega de Huéscar, en 1458.[12] Falleció en 1478, en una refriega en la frontera con los moros de Granada.

Casó con María Carrillo, señora de las Navas de Martín Sancho y otros heredamientos en Baeza. Le sucedió su hijo:
- Men Rodríguez de Benavides (m. 1491), II conde de Santiesteban del Puerto.[13]

Casó antes del 17 de noviembre de 1475 con Juana Pacheco Portocarrero.  Le sucedió su hijo:
- Francisco de Benavides y Pacheco (m. 1519), III conde de Santisteban del Puerto, miembro del Consejo de los Reyes Católicos en 1491.[13]

Casó después del 3 de diciembre de 1504 con María de Velasco y Córdoba. Le sucedió su hijo:
- Diego Sánchez de Benavides (m. 1562), IV conde de Santisteban del Puerto, asistente y capitán grande de Españaneral de Sevilla.[13]

Casó en primeras nupcias con María Mesía y Carrillo y en segundas con Beatriz de Valencia. Le sucedió su hijo del primer matrimonio:
- Francisco de Benavides y Mesía Carrillo (m. 1580), V conde de Santisteban del Puerto[13]

Contrajo matrimonio con Isabel de la Cueva (m. 22 de noviembre de 1599).  Le sucedió su hijo:
- Diego de Benavides y de la Cueva (m. después del 19 de agosto de 1589), VI conde de Santisteban del Puerto.[13]

Casó con Leonor Dávila Toledo. Le sucedió su hijo:
- Francisco de Benavides y Dávila (m. 26 de septiembre de 1640), VII conde de Santisteban del Puerto.[13]

Casó en primeras nupcias en 1603 con Brianda de Bazán y en segundas, con Mariana Carrillo de Toledo.  Le sucedió su hijo del primer matrimonio.
- Diego de Benavides y de la Cueva (m. 19 de marzo de 1666), VIII conde de Santisteban del Puerto y virrey del Perú.[13]

Contrajo tres matrimonios: el 31 de octubre de 1629 con Antonia Ruiz de Corella y Dávila, VII marquesa de las Navas, X condesa de Cocentaina, el segundo matrimonio fue con Juana Dávila Corella; y, el tercero el 21 de octubre de 1654 con Ana de Silva y Mendoza.  Le sucedió su hijo del primer matrimonio:
- Francisco de Benavides Dávila y Corella (m. 22 de agosto de 1716), IX conde de Santisteban del Puerto con Grandeza de España desde el 8 de julio de 1696,  virrey de Cerdeña y de Sicilia, mayordomo mayor de la reina, consejero de Estado.[13]

Casó el 18 de octubre de 1660 con Francisca de Aragón y Cardona (m. 29 de enero de 1697).  Le sucedió su hijo que fue el X conde y I duque de Santisteban del Puerto.

## Ducado de Santisteban del Puerto
- Manuel de Benavides y Aragón (m. 11 de octubre de 1748), X conde y I duque de Santisteban del Puerto,[14] presidente del Consejo de las Órdenes, caballerizo mayor, ministro plenipotenciario en Cambray, mayordomo mayor y primer ministro del rey de Nápoles.

Casó el 21 de diciembre de 1707 con Ana Catalina de la Cueva y Arias de Saavedra (1684-1752), IX condesa de Castellar,  VI marquesa de Malagón, VI condesa de Villalonso, señora de Paracuellos, de Fernán Caballero, de Benafarces, del Viso del Alcor, etc. Sucedió su hijo:
- Antonio de Benavides y Saavedra, también llamado Antonio de Benavides y de la Cueva, (Madrid, 17 de diciembre de 1738-8 de abril de 1782), II duque de Santisteban del Puerto,[15] VII marqués de Malagón, VII conde de Villalonso, X conde de Castellar, VII marqués de Solera, XI marqués de las Navas, XIII conde del Risco, XIV conde de Cocentaina, XIII conde de Medellín, caballero de la Orden del Toisón de Oro, mayordomo mayor del príncipe, señor de Benafarces, Viso del Alcor, Villafranca de la Sierra, alférez mayor de la ciudad de Ávila, caudillo mayor del reino de Jaén, XII mariscal de Castilla de su linaje, etc.[14]

Casó en primeras nupcias alrededor de 4 de febrero de 1735 con Ana Catalina de Toledo y Guzmán (m.  1 de junio de 1742), en segundas el 18 de octubre de 1744 con María de la Portería Pacheco (m. 14 de noviembre de 1754) y en terceras el 27 de mayo de 1755 con María de la O Fernández de Córdoba (m. 18 de febrero de 1797), hija de Luis Fernández de Córdoba y Spínola, XI duque de Medinaceli. Le sucedió su hija del segundo matrimonio:
- Joaquina de Benavides y Pacheco (mayo de 1746-29 de mayo de 1805), III duquesa de Santisteban del Puerto,[14] VIII marquesa de Solera, VIII marquesa de Malagón, VIII condesa de Villalonso, XI condesa de Castellar, XIV condesa del Risco, XII marquesa de las Navas, XV condesa de Cocentaina, XIV condesa de Medellín, etc.[14]

Contrajo matrimonio el 6 de febrero de 1764 con  Luis María Fernández de Córdoba y Gonzaga, XIII duque de Medinaceli. Le sucedió su hijo:
- Luis Joaquín Fernández de Córdoba y Benavides (Real Sitio de San Ildefonso, 12 de agosto de 1780-7 de julio de 1840), IV duque de Santisteban del Puerto,[17] XIII marqués de Priego,[18] XIII duque de Feria, XIV duque de Medinaceli,[19] XV duque de Cardona, XIV duque de Segorbe, XV marqués de Denia, XIII marqués de Comares, XII duque de Alcalá de los Gazules, X duque de Camiña, X marqués de Aytona, XIII conde de Santa Gadea, XII marqués de Cogolludo, XV marqués de Tarifa, X marqués de Alcalá de la Alamena, XV marqués de Pallars, XI marqués de Villafranca, XI marqués de Montalbán, XI marqués de Villalba, XV conde de los Molares, XV marqués de Villarreal, XVIII conde de Ampurias, XIV conde de Alcoutim, XVIII conde de Osona, IX marqués de Solera, IX marqués de Malagón, IX conde de Villalonso, XII conde de Castellar (título que perdió por sentencia en 1800 a favor del II marqués de Moscoso), XIII marqués de las Navas, XVI conde de Cocentaina, XV conde de Medellín, etc.,[17] gobernador de la Monarquía y prócer del reino.[19]

Casó en el 25 de mayo de 1802, en Madrid, con María de la Concepción Ponce de León y Carvajal (m. 1856), hija de Antonio María Ponce de León y Dávila Carrillo de Albornoz, III duque de Montemar y de María Luisa de Carvajal y Gonzaga. Le sucedió su hijo:
Casó con María de la Concepción Ponce de León y Carvajal. Le sucedió su hijo:
- Luis Tomás Fernández de Córdoba y Ponce de León (Gaucín, 18 de septiembre de 1813-París, 6 de enero de 1873), V duque de Santisteban del Puerto,[21] XIV marqués de Priego,[18]  XIV duque de Feria, XV duque de Medinaceli,[19] XVI duque de Cardona, XV duque de Segorbe, XVI marqués de Denia, XIV marqués de Comares, XIII duque de Alcalá de los Gazules, XI duque de Camiña, XI marqués de Aytona, XIV conde de Santa Gadea, XIII marqués de Cogolludo, XVI marqués de Tarifa, XI marqués de Alcalá de la Alamena, XVI marqués de Pallars, XII marqués de Montalbán, XII marqués de Villafranca, XII marqués de Villalba, XVI marqués de Villarreal, X marqués de Solera, X marqués de Malagón, XIV marqués de las Navas, XVI conde de los Molares, XIX conde de Ampurias, XXII conde de Prades, XXI conde de Buendía, XVI conde de Valenza y Valadares, XV conde de Alcoutim, XIX conde de Osona, XVI conde de Medellín, X conde de Villalonso, XVI conde de Castellar (recuperó el título en 1852), XVI conde del Risco, XVII conde de Cocentaina, XX vizconde de Villamur, vizconde de Cabrera, vizconde de Bas, adelantado mayor y notario de mayor de Andalucía, etc.[22] senador y caballero del Toisón de Oro.[19]

Casó el 2 de agosto de 1848 con Ángela Apolonia Pérez de Barradas y Bernuy (m. 1903), hija de Fernando Pérez de Barradas Arias de Saavedra y de María del Rosario Bernuy y Aguayo, IX marqueses de Peñaflor. Después de enviudar, la condesa casó en segundas nupcias con Luis Sebastián de León y Cataumber. Fue agraciada con los títulos de I duquesa de Denia y Tarifa, por el rey Alfonso XII el 28 de junio de 1882. Le sucedió su hijo:
- Luis María Fernández de Córdoba y Pérez de Barradas (Madrid, 20 de marzo de 1851-Navas del Marqués, 14 de mayo de 1879), VI duque de Santisteban el Puerto,[22] XV marqués de Priego,[18] XVI duque de Feria, XVI duque de Medinaceli,[23] XVII duque de Cardona, XVI duque de Segorbe, XVII marqués de Denia, XV marqués de Comares, XIV duque de Alcalá de los Gazules, XII duque de Camiña, XII marqués de Aytona, XV conde de Santa Gadea, XIV marqués de Cogolludo, XVII marqués de Tarifa, XII marqués de Alcalá de la Alameda, XVII marqués de Pallars, XIII marqués de Montalbán, XVII marqués de Villarreal, XI marqués de Solera, XI marqués de Malagón, XV marqués de las Navas, XVII conde de los Molares, XX conde de Ampurias, XXIII conde de Prades, XXII conde de Buendia, conde de Valenza y Valadares, XXIII conde de Alcoutim, XX conde de Osona, XVII conde de Medellín, XI conde de Villalonso, XVII conde de Castellar, XVII conde del Risco, XVIII conde de Cocentaina, vizconde de Villamur, de Cabrera, de Bas, etc.[22]

Casó en primeras nupcias el 2 de octubre de 1875 con María Luisa Fitz James Stuart y Portocarrero (m. 1876), IX duquesa de Montoro, hija de los XV duques de Alba, sin sucesión. Contrajo un segundo matrimonio el 23 de noviembre de 1878 con Casilda Remigia de Salabert y Arteaga (m. 1936), VI condesa de Ofalia, XI duquesa de Ciudad Real, IX marquesa de Torrecilla,  X marquesa de Navahermoso, XII condesa de Aramayona, VIII vizcondesa de Linares, hija de Narciso de Salabert y Pinedo, y de María Josefa de Arteaga y Silva, VII marqueses de Torrecilla. Después de enviudar, la condesa contrajo un segundo matrimonio con Mariano Fernández de Henestrosa y Mioño, I duque de Santo Mauro. Le sucedió su hijo póstumo del segundo matrimonio:
- Luis Jesús Fernández de Córdoba y Salabert (Madrid, 16 de enero de 1880–13 de julio de 1956), VII duque de Santisteban del Puerto,[26] XVI marqués de Priego,[23] XVII duque de Feria, XVII duque de Medinaceli,[23] XVIII duque de Cardona, XVII duque de Segorbe, XVIII marqués de Denia, XVI marqués de Comares, XV duque de Alcalá de los Gazules, duque de Camiña, XIII marqués de Aytona, XVI conde de Santa Gadea, XVIII marqués de Tarifa, XIII marqués de Alcalá de la Alameda, XIV marqués de Montalbán, XVIII marqués de Pallars, XII marqués de Solera, II marqués de Malagón, XVI marqués de las Navas, XXI conde de Ampurias, conde de Valenza y Valadares, XXIII conde de Buendia, XVIII conde de los Molares, XXIV conde de Prades, XXI conde de Osona, XII conde de Villalonso, XVIII conde de Castellar, XVIII conde del Risco, XI conde de Cocentaina, XV marqués de Cogolludo, XIV marqués de Villafranca, XIV marqués de Villalba, X marqués de Torrecilla, XI marqués de Navahermosa, XIII conde de Aramayona, VII conde de Ofalia, IIII duque de Denia, III duque de Tarifa, gentilhombre de cámara con ejercicio y servidumbre,[26] caballero del Toisón de Oro y senador.[23]

Casó el 5 de junio de 1911 con Ana María Fernández de Henestrosa y Gayoso de los Cobos (m. 1938), hija de Ignacio Fernández de Henestrosa y Ortiz de Mioño, VIII conde de Moriana del Río, y de Francisca de Borja Gayoso de los Cobos. Contrajo un segundo matrimonio el 22 de diciembre de 1939 con Concepción Rey de Pablo Blanco (m. 1971). Le sucedió su hija del primer matrimonio:
- Victoria Eugenia Fernández de Córdoba y Fernández de Henestrosa (Madrid, 1917-2013), VIII duquesa de Santiesteban del Puerto,[27] XVII marquesa de Priego,[18] XVIII duquesa de Feria, XVIII duquesa de Medinaceli,[23] XVI marquesa de Cogolludo, XVI duquesa de Alcalá de los Gazules, XVIII duquesa de Segorbe, XIV duquesa de Camiña, IV duquesa de Denia, IV duquesa de Tarifa, XXIII duquesa de Ciudad Real, XIV marquesa de Aytona, XI marquesa de Torrecilla, XVII condesa de Santa Gadea, XIX marquesa de Denia, XVII marquesa de Comares, XIX marquesa de Tarifa, XIV marquesa de Alcalá de la Alameda, etc.[27]

Casó en Sevilla el 12 de octubre de 1938 con Rafael de Medina y Vilallonga, hijo de Luis de Medina Garvey y de Amelia Vilallonga Ybarra, nieto de los III marqueses de Esquivel.
Casó el 12 de enero de 1938 con Rafael de Medina y Villalonga.  Le sucedió su hijo:
- Luis de Medina y Fernández de Córdoba, (Sevilla, 4 de junio de 1941-Sevilla, 9 de febrero de 2011), IX duque de Santisteban del Puerto,[28] XVII marqués de Cogolludo, XIV marqués de Solera, maestrante de Sevilla y del real cuerpo de la nobleza de Cataluña.[28]

Casó el 1 de diciembre de 1985, en Sevilla, con María Mercedes Conradi y Ramírez. Le sucedió su hija:
- Victoria Francisca de Medina y Conradi (n. 4 de octubre de 1986), X y actual duquesa de Santisteban del Puerto, XVIII marquesa de Cogolludo y XV marquesa de Solera.[28]

Casó el 14 de junio de 2014 con Miguel José Coca y Barrionuevo, hijo de Regino Coca y Borrego y de Victoria Barrionuevo y Bolín.